# Lisa de Boor
Lisa de Boor (* 23. Juli 1894 in Kirchhain; † 7. März 1957 in Marburg) war eine deutsche Lyrikerin, Schriftstellerin und Anthroposophin.

## Leben und Wirken
Lisa de Boor wurde als Elisabeth Hüttel als Tochter eines Lehrers geboren. 1914 heiratete sie den Offizier und Juristen Wolfgang de Boor, mit dem sie in Holstein einen Hof nach lebensreformerischen Grundsätzen bewirtschaftete. Nach 1918 lebte sie mit ihrer Familie in einer Künstlerkolonie an der Ostsee und ab 1922 in Marburg wo ihr Mann als Jurist tätig war. Ihr ältestes Kind, Ursula de Boor, war Kinderärztin und Widerstandskämpferin, Mitglied der candidates of humanity, die später von der Forschung als Weiße Rose Hamburg bezeichnet wurde. Der jüngere Sohn, Wolfgang de Boor (1917–2014) war Professor für forensische Psychiatrie und Konfliktforscher, der zweite Sohn Psychoanalytiker und Leiter des Sigmund-Freud-Institut, Clemens de Boor (1920–2005).
Lisa de Boor gründete 1924 zusammen mit Pfarrer Friedrich Rittelmeyer in Marburg die von Rudolf Steiners Ideen geprägte Gemeinde der Christengemeinschaft.
Während der Zeit des Nationalsozialismus fand de Boor Halt in ihrem anthroposophisch inspirierten christlichen Glauben. In dieser Zeit betreute sie ihre Tochter Ursula von  Dezember 1943 bis April 1945 in fünf verschiedenen Haftanstalten. Außerdem kümmerte sie sich um ihre Mutter, die wegen eines Gemütsleidens in einer Nervenheilanstalt untergebracht war, und bewahrte sie vor der Euthanasie. Sie half zusätzlich den Angehörigen Verhafteter und wurde 1941 kurzzeitig selbst verhaftet.
Was Lisa de Boor für viele bedeutete, fasste der jüdische Privatdozent Karl Löwith, der einige Zeit im Haus der Familie zur Untermiete gelebt hatte, in die Worte: „Sie hat uns nach 1933 mit Vertrauen, Verständnis und Hilfsbereitschaft durch trübe Tage begleitet, und an sie denke ich noch heute vor allem bei dem Wort `Marburg´“.
Ab 1945 war de Boor an der Wiedereinrichtung der Christengemeinschaft aktiv beteiligt. Bereits am 30. März 1945, dem Todestag Rudolf Steiners, fand der erste Lesegottesdienst in ihrem Haus statt. Im November 1945 gründete sie in ihrem Wohnzimmer mit acht Frauen einen überparteilichen Frauenausschuss, den späteren überparteilichen Frauenverband. Für Sitzungen und wöchentliche Sprechstunden stellte sie ihr Heim zur Verfügung.
Sie trug Wesentliches zum kulturellen Wiederaufbau Marburgs nach dem Zweiten Weltkrieg bei, u. a. bei der Gründung der Volkshochschule und in der Beratung des eben begründeten Marburger Schauspiels. Sie zählte außerdem zu den Mitbegründern der Marburger Freien Waldorfschule.
Durch ihre verwandtschaftlichen Beziehungen konnte sie amerikanische Spenden nach Marburg lenken und damit die Armut lindern.

## Wirken als Schriftstellerin
Ihre erste Veröffentlichung war 1938 „Paradies der ersten Frühe“, die Geschichte ihrer Kindheit. Es folgten frühe Reisebeschreibungen – sie hatte zahlreiche Reisen u. a. nach Schweden, Frankreich und in die Sowjetunion unternommen – sowie zahlreiche Gedichtbände. In den erst 1963 veröffentlichten Tagebuchaufzeichnungen aus den Jahren 1938 –1945 hielt sie die damaligen Ereignisse „wie in einem Zeitraffer stichwortartig fest“.

## Werke (Auswahl)

### Gedichte
- Silberfische, Gedichte, um 1940
- Gottes Kelter, Gedichte Bärenreiter Verlag, Kassel, 1942
- Reimtopf für Kinder mit Bildern von Gertrud Weber, Felsenberg-Verlag, Marburg, 1948
- Mein Lebensbaum. Gedichte. (Für das Sozialwerk der Christengemeinschaft Marburg/Lahn, gedruckt bei Clausen & Bosse.) Leck (Schleswig, nach 1951 ?)
- Tröstung. Gedichte, neue Folge zum 70. Geburtstag der Dichterin. Hrsg. Lic. Robert Goebel, Mellinger-Verlag, Stuttgart 1963

### Prosa
- Paradies der ersten Frühe, Arno Ullrich-Verlag, Breslau, 1938
- Kleine Küchenalchymie, mit Zeichnungen von Anneliese Klappenbach, Bärenreiter-Verlag, Kassel, 1941
- Hell glänzt der Peipussee, Druck: Marburger Presse, Kassel, 1946
- Die holdseligen Anfänger mit Zeichnungen von Sophie Banke-Rohde, Bärenreiter-Verlag, Kassel-Basel, 1950
- Geliebtes Marburg mit Zeichnungen von Gisela Geyer, Bärenreiter-Verlag, Kassel, 1951
- Stärker als die Furcht. Vom Wirken Johann Friedrich Oberlins, Hünenburg-Verlag, Stuttgart, 1956
- Tagebuchblätter aus den Jahren 1938–1945 Biederstein-Verlag, München, 1963
- Hemd, Hut und Hose. Kleidung und ihr Urbild. (Posthum. Hrsg. Lic. Robert Goebel unter Mitwirkung von Dr. Erika Zeisse), Pfaffenhofen, 1968
- …Tu mir das Sonnentor auf… Ein Brevier zum Jahreslauf, zum 80. Geburtstag der Dichterin am 23. Juli 1974 (Hrsg.: Lic. Robert Goebel), Mellinger-Verlag, Stuttgart, 1973
- Vier Erzählungen in einem Band: Peipussee, Osternovelle, Alter Zermatter Hof, Fräulein von Kermelle. Stuttgart (Mellinger-Verlag) 1973
- Jean-Frederic Oberlin. Etoile parmi les étoiles, Societé des impimeries Roy, La Frette-sur-Seine, 1977

### Erzählungen und Aufsätze in Zeitschriften
Die nachfolgend genannten Erzählungen und Aufsätze von Lisa de Boor wurden veröffentlicht in: „Die Neue Schau. Monatsschrift für das kulturelle Leben im Deutschen Haus“.
- Die blauen Pferde, Band 1, 9. Jahrgang, März 1939
- Die Sage vom Wacholder, Band 1, 9. Jahrgang, Juni 1939
- Das Vermächtnis, eine Frühjahrsnovelle. 1. Teil. Band 1, 9. Jahrgang, Nr. 11, Februar 1940
- Das Vermächtnis, eine Frühjahrsnovelle. Fortsetzung. Band 1, 9. Jahrgang, Nr. 12, März 1940
- Das Vermächtnis, eine Frühjahrsnovelle. Schluss. Band 2, 10. Jahrgang, Nr. 1, April 1940
- Weihe-Nacht. Band 2, 10. Jahrgang, Nr. 9, Dezember 1940
- Landschaft des Gesichts. Band 3, 11. Jahrgang, Nr. 9, Dezember 1941
- Vom Bücherbord zur Bibliothek. Zum Umgang mit Büchern. Band 4, 12. Jahrgang, Nr. 3/4, Juni/Juli 1942
- Brief an einen Kriegsblinden. Band 4, 12. Jahrgang, Nr. 7/8, Oktober/November 1942
- Mut zur Matrone. Mit zwei Porträts: Elly Ney und Gertrud Bäumer, Band 5, 7/9, Oktober – Dezember 1943
- Vieneta, Ys, Kitesch. Band 5, 7/9, Oktober – Dezember 1943
- Ei der tausend. Band  5, 10/12, Januar – März 1944
- Schlaf, da nahst du dich. Band 6, 4–6, Juli – September 1944
- Die Feste im Jahreslauf. Band 10, Heft 10, Oktober 1949. Dieser Beitrag ist der gekürzte Vordruck des Buches „Die holdseligen Anfänger“.
- Über das Interesse. Band 11, Heft 3, März 1950
- Die deutschen Volksmärchen. Band 12, Heft 1, Januar 1951
- Blauen Leinen. Band 12, Heft 8/9, August/September 1951
- Gasthaus – Rasthaus. Band 13, Heft 8, August 1952
- Aus der Traumwelt. Band 15, Heft 1, Januar 1954
- Lioba, Apostola Germaniae. Band 15, Heft 6, Juni 1954
- Der Inn – Quelle, Lauf Mündung. 3 Bilder. Band 15, Heft 10, Oktober 1954
- Kraut und Rüben, eine Herbststimmung. Band 15, Heft 10, Oktober 1954
- Es gibt keine schlechte Jahreszeit. Ein Bild. Band 16, Heft 1, Januar 1955
- Student sein, wenn die Veilchen blühen. Band 16, Heft 4, April 1955

### Gespräche, Umschau, Berichte, Buchbesprechungen
Die nachfolgend genannten Arbeiten von Lisa de Boor wurden ebenfalls veröffentlicht in: „Die Neue Schau. Monatsschrift für das kulturelle Leben im Deutschen Haus“.
- Franz Marc. Briefe aus dem Feld. Buchbesprechung. Band 4, 12. Jahrgang, Heft 1/2, April/Mai 1942
- Rosen und Lilien. Band 5, Heft 4/6, Juli – September 1943
- Rainer Maria Rilke. Ausstellung (zu Ehren von Katharina Kippenberg in Marburg). Band 8, Heft 3, Juli – Oktober 1947
- Kurzberichte: Das Internationale Institut. Schloss Mainau. Gründung am 30. Juni 1949, Reclams Universal-Bibliothek, Band 10, Heft 12, Dezember 1949
- Hokusai. (Ausstellung). Band 11, Heft 6, Juni 1950
- Rosen – International. Band 11, Heft 7, Juli 1950
- Von Straßen und Häusern, über „Geliebtes Marburg“. Band 12, Heft 7, Juli 1951
- Geliebtes, unglückliches Kind. Über Pearl S. Buck. Band 14, Heft 4, April 1953
- Von den Sonnenbrillen. Band 14, Heft 7, Juli 1953
- Bohnenromanze. Band 14, Heft 8, August 1953
- Ein Heimkehrer nach 100 Jahren. Band 15, Heft 4, April 1954
- Der Mensch, dein Feind. Band 15, Heft 11, November 1954

### Sonstige Veröffentlichungen
- Weihnachts-Geschichten. Die schöne Julzeit. In: Die Christengemeinschaft. 29. Jahrgang, 1957
- 25 Jahre Christengemeinschaft. Marburger Presse vom 12. Juli 1949. In: Fünfzig Jahre Christengemeinschaft in Marburg/Lahn. Johanni 1924 – Pfingsten 1974. Eine Chronik. Privatdruck. Marburg 1974.

### Gedichte in Zeitschriften
Die nachfolgend genannten Arbeiten von Lisa de Boor wurden ebenfalls veröffentlicht in: „Die Neue Schau. Monatsschrift für das kulturelle Leben im Deutschen Haus“.
- Die Nacht geht kühl zu Tal. Band 1, 9. Jahrgang, März/April 1939
- Gedichte aus dem Krieg. (5). Band 4/5, Dezember/Januar 1942/43
- Unter Wintersternen. Band 11, Heft 1, Januar 1950
- Es mächt‘ge Geister jüngst beschlossen. Band 11, Heft 8, August 1950
- Sommernacht. Band 12, Heft 7, August 1951
- Mein Lebensbaum. Gedichte. Band 15, Heft 5, Mai 1954
- Vier Gedichte. Band 15, Heft 5, Mai 1954
- Ich sah wie Kinder…. Band 15, Heft 10, Oktober 1954